# Campionat del Món de Trial 1997
|  | Per al campionat del món en pista coberta d'aquell any, vegeu Campionat del Món de Trial indoor 1997 |

La temporada de 1997 del Campionat del Món de trial fou la 23a edició d'aquest campionat, organitzat per la FIM. El calendari oficial constava de 20 proves puntuables, celebrades entre el 5 d'abril i el 7 de setembre. La prova inaugural, de dos dies de durada, fou el Trial de Sant Llorenç -disputat a Sant Fruitós de Bages- que tornava a ser puntuable després d'un parèntesi de dos anys.
Dougie Lampkin va guanyar amb la Beta el primer dels seus set títols mundials consecutius, que juntament amb els seus cinc títols mundials de trial indoor, també consecutius, el situen com al segon pilot amb més títols mundials en la història del trial, darrere de Toni Bou amb 36 (a data de 2024). Lampkin va dominar la temporada amb un total de tretze victòries, contra les tres del subcampió, Marc Colomer, les dues de Kenichi Kuroyama, tercer classificat, i l'única victòria de Takahisa Fujinami, quart. El cinquè i sisè classificats van ser dos catalans, tots dos amb Gas Gas: Jordi Tarrés i David Cobos. Tarrés, després de tretze anys seguits participant al mundial (durant els quals va acumular set títols mundials, els mateixos que Lampkin), va abandonar les competicions en acabar la temporada.
Dos catalans que van destacar al campionat pocs anys després van debutar aquella temporada al mundial: Marc Freixa (dinovè amb una Gas Gas) i Albert Cabestany, futur campió del món de trial indoor, que hi acabà vint-i-unè amb una Beta.

## Sistema de puntuació
Barem de puntuació a partir de 1984:
| Posició | 1  | 2  | 3  | 4  | 5  | 6  | 7 | 8 | 9 | 10 | 11 | 12 | 13 | 14 | 15 |
| Punts   | 20 | 17 | 15 | 13 | 11 | 10 | 9 | 8 | 7 | 6  | 5  | 4  | 3  | 2  | 1  |

## Calendari
| Ronda | Data          | Gran Premi   | Lloc                  | Guanyador         |
| ----- | ------------- | ------------ | --------------------- | ----------------- |
| 1     | 5 d'abril     | Espanya      | Sant Fruitós de Bages | Dougie Lampkin    |
| 2     | 6 d'abril     | Espanya      | Sant Fruitós de Bages | Kenichi Kuroyama  |
| 3     | 11 d'abril    | Luxemburg    | Warken                | Dougie Lampkin    |
| 4     | 12 d'abril    | Luxemburg    | Warken                | Dougie Lampkin    |
| 5     | 17 de maig    | Bèlgica      | Bilstain              | Dougie Lampkin    |
| 6     | 18 de maig    | Bèlgica      | Bilstain              | Dougie Lampkin    |
| 7     | 24 de maig    | San Marino   | Borgo Maggiore        | Marc Colomer      |
| 8     | 25 d'abril    | San Marino   | Borgo Maggiore        | Dougie Lampkin    |
| 9     | 14 de juny    | Itàlia       | Bienno                | Boicot            |
| 10    | 15 de juny    | Itàlia       | Bienno                | Dougie Lampkin    |
| 11    | 21 de juny    | França       | La Bresse             | Dougie Lampkin    |
| 12    | 22 de juny    | França       | La Bresse             | Dougie Lampkin    |
| 13    | 12 de juliol  | Andorra      | La Rabassa            | Kenichi Kuroyama  |
| 14    | 13 de juliol  | Andorra      | La Rabassa            | Dougie Lampkin    |
| 15    | 26 de juliol  | Estats Units | Donner Ski Ranch      | Dougie Lampkin    |
| 16    | 27 de juliol  | Estats Units | Donner Ski Ranch      | Dougie Lampkin    |
| 17    | 30 d'agost    | Txèquia      | Nepomuk               | Marc Colomer      |
| 18    | 31 d'agost    | Txèquia      | Nepomuk               | Marc Colomer      |
| 19    | 6 de setembre | Alemanya     | Thalheim              | Dougie Lampkin    |
| 20    | 7 de setembre | Alemanya     | Thalheim              | Takahisa Fujinami |

Notes
1. ↑  La primera jornada del Gran Premi d'Itàlia, a Bienno, va ser boicotada pels pilots
2. ↑  A Nordern, Califòrnia

### Canvis en les proves puntuables
L'any 1997 entrà en vigor el nou sistema de proves puntuables que n'establia la duració en dos dies, no com fins aleshores que era d'un dia. Cada Gran Premi de trial constava doncs de dues curses, normalment una dissabte i l'altra diumenge. Aquest sistema durà fins a l'any 2003 inclòs. A partir del 2004, els organitzadors de cada prova podien decidir si seria d'un o de dos dies, i de fet durant uns anys van ser majoria els Grans Premis que es corrien en un sol dia.

## Classificació final
| Posició | Pilot               | Motocicleta    | Punts |
| ------- | ------------------- | -------------- | ----- |
| 1       | Dougie Lampkin      | Beta           | 350   |
| 2       | Marc Colomer        | Montesa        | 301   |
| 3       | Kenichi Kuroyama    | Beta           | 230   |
| 4       | Takahisa Fujinami   | Honda          | 224   |
| 5       | Jordi Tarrés        | Gas Gas        | 188   |
| 6       | David Cobos         | Gas Gas        | 178   |
| 7       | Steve Colley        | Gas Gas        | 160   |
| 8       | Tommi Ahvala        | Fantic/Montesa | 149   |
| 9       | Graham Jarvis       | Scorpa         | 143   |
| 10      | Bruno Camozzi       | Beta           | 135   |
| 11      | Amós Bilbao         | Gas Gas        | 123   |
| 12      | Marcel Justribó     | Beta           | 73    |
| 13      | Joan Pons           | Gas Gas        | 64    |
| 14      | Gabriel Reyes       | Montesa        | 56    |
| 15      | Donato Miglio       | Beta           | 30    |
| 16      | Marc Catllà         | Gas Gas        | 28    |
|         |                     |                |       |
| 19      | Marc Freixa         | Gas Gas        | 3     |
| 20      | José Manuel Alcaraz | Gas Gas        | 3     |
| 21      | Albert Cabestany    | Beta           | 2     |